# Game Over (Azad)
Game Over è il quarto album da solista del rapper tedesco Azad. È stato pubblicato nel 2006, sulla etichetta Bozz Music.

## Tracce
1. Intro
2. Game Over Symphonie
3. Alarm
4. Streetlife (feat. Akon)
5. Krankfurt
6. Headbanger (feat. Jonesmann)
7. Skit 1
8. Eines tages (feat. Cassandra Steen)
9. Wenn es dunkel wird (feat. Warheit)
10. K.O.
11. Alles wird gut
12. Meine zeit (feat. Jonesmann)
13. Skit 2
14. Weisse Taube (feat. Xavier Naidoo)
15. Sohn des Betons
16. W.A.R. (feat. Warheit)
17. Mein song (feat. J-Luv)
18. Stadtfalke (feat. Sivan Perwer)
19. My Lifetime
20. Auge des Sturms (feat. Baba Saad)
21. Game Over (feat. Sti & Jonesmann)